# 吉村宗一
吉村 宗一（よしむら そういち、1957年2月7日 - ）は、日本の大蔵・財務官僚。財務省中国財務局長や、財務省大阪税関長を経て、日本貿易振興機構理事や、紀陽銀行取締役を務めた。

## 人物・経歴
京都府出身。1979年京都大学経済学部卒業、大蔵省入省（理財局資金第一課）。1983年大蔵省大臣官房調査企画課調査主任。1984年外務省在アルゼンティン日本国大使館二等書記官。1987年大蔵省国際金融局調査課課長補佐。1989年近畿財務局理財部次長。1990年大蔵省大臣官房付兼総務庁行政管理局企画調整課。1992年大蔵省大臣官房秘書課課長捕佐。同年大蔵省国際金融局為替資金課課長補佐。1993年アジア開発銀行理事代理。1996年大蔵省銀行局保険部保険第一課調査室長。1997年日本たばこ産業企画グループ経営企画部部長。1999年国土庁計画・調整局特別調整課長。2001年金融庁監督局保険課長。2002年預金保険機構金融再生部審議役。2004年関東財務局総務部長。2005年財務省大臣官房地方課長兼財務総合政策研究所次長。2006年預金保険機構金融再生部長。2007年福岡財務支局長。2009年米州開発銀行アジア事務所長。2010年財務総合政策研究所次長。同年中国財務局長。2011年大阪税関長。2012年日本貿易振興機構理事。2015年退官、紀陽銀行執行役員。2016年紀陽銀行取締役執行役員。2017年紀陽銀行取締役上席執行役員。2019年紀陽銀行取締役常務執行役員。2020年アンビションDXホールディングス顧問。